# Antiprotestantismo

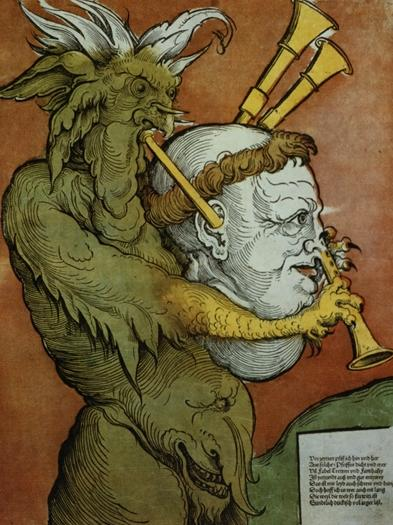
, caricatura de Martín Lutero

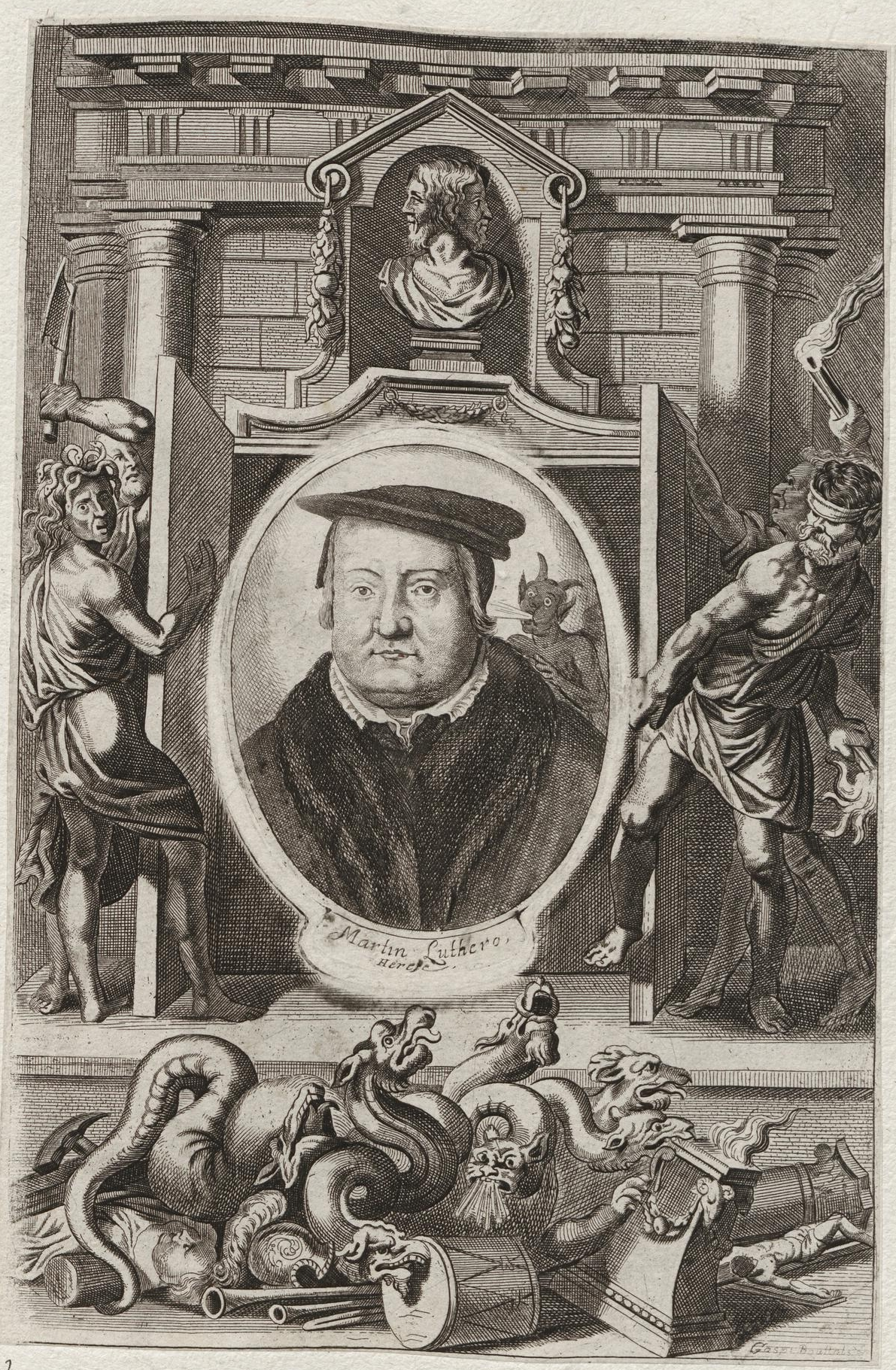
, caricatura de Martín Lutero

El antiprotestantismo hace referencia a la desconfianza, crítica, oposición, discriminación, represión o a la persecución del protestantismo impulsada, en su mayoría, por intelectuales públicos y religiosos católicos en contra de los pensamientos ilustrados, posicionando al protestantismo como una conspiración en contra del orden establecido en los términos de lo moral, cultural, religioso e intelectual. Los actos antiprotestantes antes del siglo XVII se denominan contrarreforma.

## En el mundo

### España

#### sigloXVIII

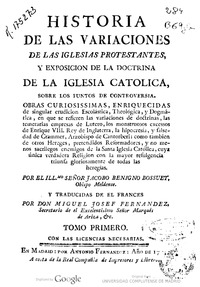

Jacobo Benigno Bossuet escribió la Historia de las variaciones de las iglesias protestantes en donde, haciendo un recuento del origen de éstas, busca desvirtuar la naturaleza de la iglesia protestante arguyendo que, al tener orígenes diversos, se puede percibir una deunión en la iglesia contraponiéndola al origen de la iglesia católica que, según Benigno Bossuet, es uno y que, por tanto, solidifica las bases de la misma, no siéndole suficiente, de igual manera, desprestigia la imagen de los principales exponentes protestantes: 
.

#### sigloXIX

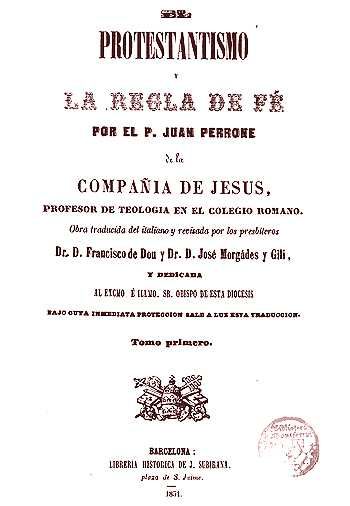
, Portada de Protestantismo y la regla de fe por Juan Perrone

El Frayle de la Compañía de Jesús Juan Perrone, en 1856 publicó El Protestantismo y la Fe donde declaraba que el protestantismo había llegado a su cúlmine estado existente y que pronto decaería condición que, esfuerzo que se hiciere, era inevitable.

Hubo obras que justificaban su repulsión al protestantismo utilizando recursos como que tal repulsión era por iluminación divina, tal como lo hizo Antonio María Claret en su Autobiografía al escribir : 

### Francia

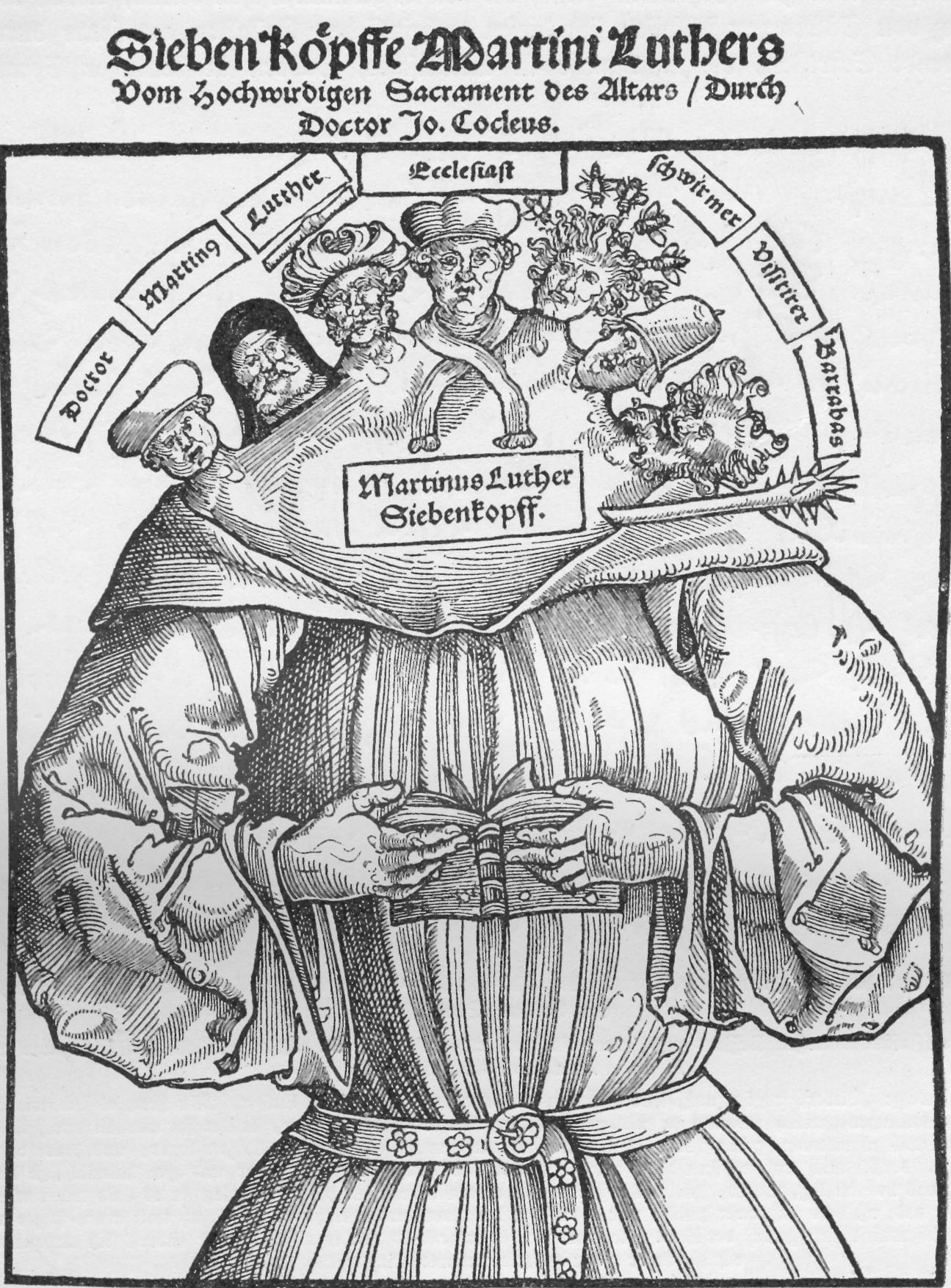
Siglo XVI, caricatura de Luther

#### sigloXVII
En 1681, Géraud de Cordemoy publicó un libro antiprotestante, la "Conferencia entre Lutero y el diablo acerca de la Misa" con sus comentarios, republicado y distribuido en masa desde 1875 por Isidore Liseux con los comentarios de Nicolas Lenglet Du Fresnoy.

#### sigloXVIII
En una búsqueda por los derechos universales, Guillaume-Chrétien de Lamoignon de Malesherbes participó en el parlamento del Ancien Régime para consolidar el Edicto de Versalles que garantizaba a la población que no pertenecía a la iglesia católica derechos civiles como registros civiles, herencias y libertad de culto, aunque esta última no fuese puntualizada como una actividad pública.

#### sigloXIX
El ensayista Ernest Renauld, a la fin del siglo XIX, publica dos libros atacando el protestantismo en Francia, en el contexto del caso Dreyfus en el que Dreyfus fue apoyado por muchos protestantes.

#### sigloXX
Alphonse Magniez, capitán del ejército francés, atacó el protestantismo a través de ensayos, uno de ellos "Les Faux Prophètes du protestantisme ou la fausseté du protestantisme démontrée par ses auteurs et par son origine", publicado en 1921.

### Inglaterra

#### sigloXVI
A finales del siglo XVI, los exiliados intelectuales ingleses en los Países Bajos españoles escribieron tratados antigubernamentales y antiprotestantes. Uno de ellos, William Allen fundó un seminario con miras a la formación de misioneros, sin embargo, la reina Isabel I ordenó sus búsquedas, y con ellas, sus muertes. En 1569, con la intención de derrocar a Isabel I, se levantó un estandarte católico en manos del duque de Northumberland Thomas Percy y el apoyo del papa Pío V.

#### sigloXIX
En Inglaterra, se celebraron acuerdos favorables que había logrado León XII con naciones de relevancia política. Los ataques antiprotestantes perduraron, no obstante, de los acuerdos de León XII, por ejemplo, Pío VII consideró como herramientas diabólicas para debilitar la religión católica a las sociedades bíblicas en la primera veintena del siglo XIX, así como las aportaciones de Gregorio XVI que consistieron en considerar la libertad de culto religioso como locura y demencia.